# Duault
Pour les articles homonymes, voir Duault (homonymie).
Duault [dɥot] est une commune française située dans le département des Côtes-d'Armor en région Bretagne.

## Géographie

### Localisation
La commune fait partie du territoire breton traditionnel du pays Fisel. Le chef-lieu de la commune se trouve à vol d'oiseau à 14 km au nord-est de la ville de Carhaix-Plouguer, à 31 km au sud-ouest de la ville de Guingamp et à 51 km à l'ouest-sud-ouest de la ville de Saint-Brieuc, sa préfecture de rattachement.
| Plusquellec | Callac |               |
| Carnoët     | Duault | Saint-Servais |
|             | Locarn |               |

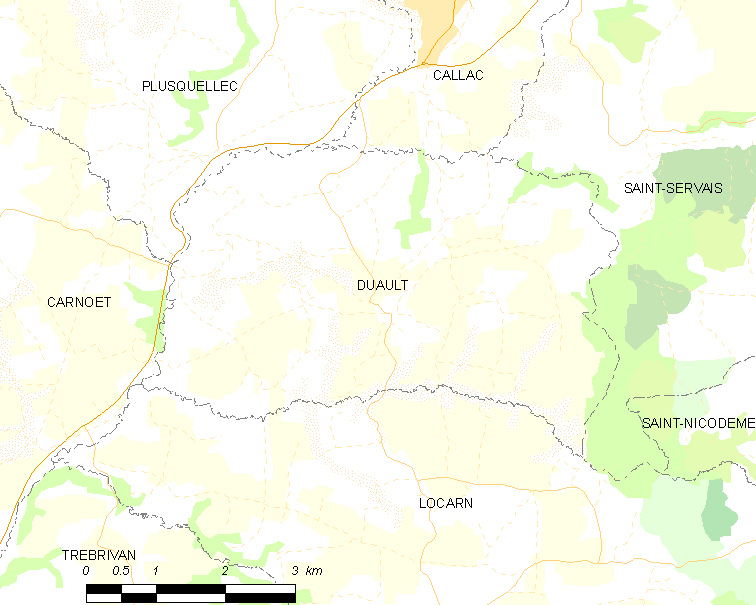
Carte de la commune de Duault et des communes avoisinantes.

### Géologie, relief et hydrographie
De Duault à Corlay en passant par Saint-Nicolas-du-Pélem, sur plus de 30 km, un massif granitique correspondant à la partie ouest du batholite de Quintin, domine, atteignant 290 mètres, les collines schisteuses de la partie orientale du bassin de Châteaulin situées à son sud.
| - Carte topographique de la commune de Duault. |

La commune de Duault présente un relief assez accidenté et forme globalement un plateau incliné vers l'ouest ; les altitudes les plus élevées sont en forêt de Duault, à la limite orientale de la commune (256 mètres au sud-est du hameau de Kerrivoal) et s'abaissent vers l'ouest, le point le plus bas (97 mètres)étant dans l'angle sud-ouest du finage communal, à la confluence de l'Hyères et du Ruisseau de l'Étang de Follézou. Le bourg, en situation relativement centrale au sein du territoire communal, est vers 170 mètres d'altitude. 
La commune est arrosée par la rivière Hyères, affluent de rive gauche de l'Aulne, qui longe son territoire à l'ouest, séparant Duault de Plusquellec et Carnoët. Le Ruisseau de Pont Hellou, affluent de l'Hyères, sépare au nord Duault de Callac et le Ruisseau de Kerangler, affluent du précédent, sert pour partie à l'est de limite avec Saint-Nicodème, même si la limite communale s'écarte souvent de son cours. Le ruisseau de l'Étang de Follézou, qui borde la commune au sud, la séparant de Locarn, est un autre affluent de rive gauche de l'Hyères. Ce ruisseau a creusé de profondes gorges au sud-est du finage de Duault, connues sous le nom de Gorges du Corong. Contrairement à ce que laisserait à penser son nom, la majeure partie de la forêt de Duault se trouve sur la commune voisine de Saint-Servais. Seule une petite frange se trouve sur la commune de Duault, sur la lisière occidentale de celle-ci.

### Hydrographie
Pour un article plus général, voir Réseau hydrographique des Côtes-d'Armor.
La commune est située dans le bassin Loire-Bretagne. Elle est drainée par l'Hyère, le Corong, le ruisseau de Pont Hellou et un autre petit cours d'eau,.
L'Hyère, d'une longueur de 48 km, prend sa source dans la commune de Callac et se jette  dans l'Aulne en limite de Spézet et de Cléden-Poher, après avoir traversé 15 communes. 
Le Corong, d'une longueur de 16 km, prend sa source dans la commune de Kergrist-Moëlou et se jette  dans l'Hyère à Locarn, après avoir traversé cinq communes. 
Le Pont Hellou, d'une longueur de 15 km, prend sa source dans la commune de Maël-Pestivien et se jette  dans l'Hyère à Plusquellec, après avoir traversé six communes. 

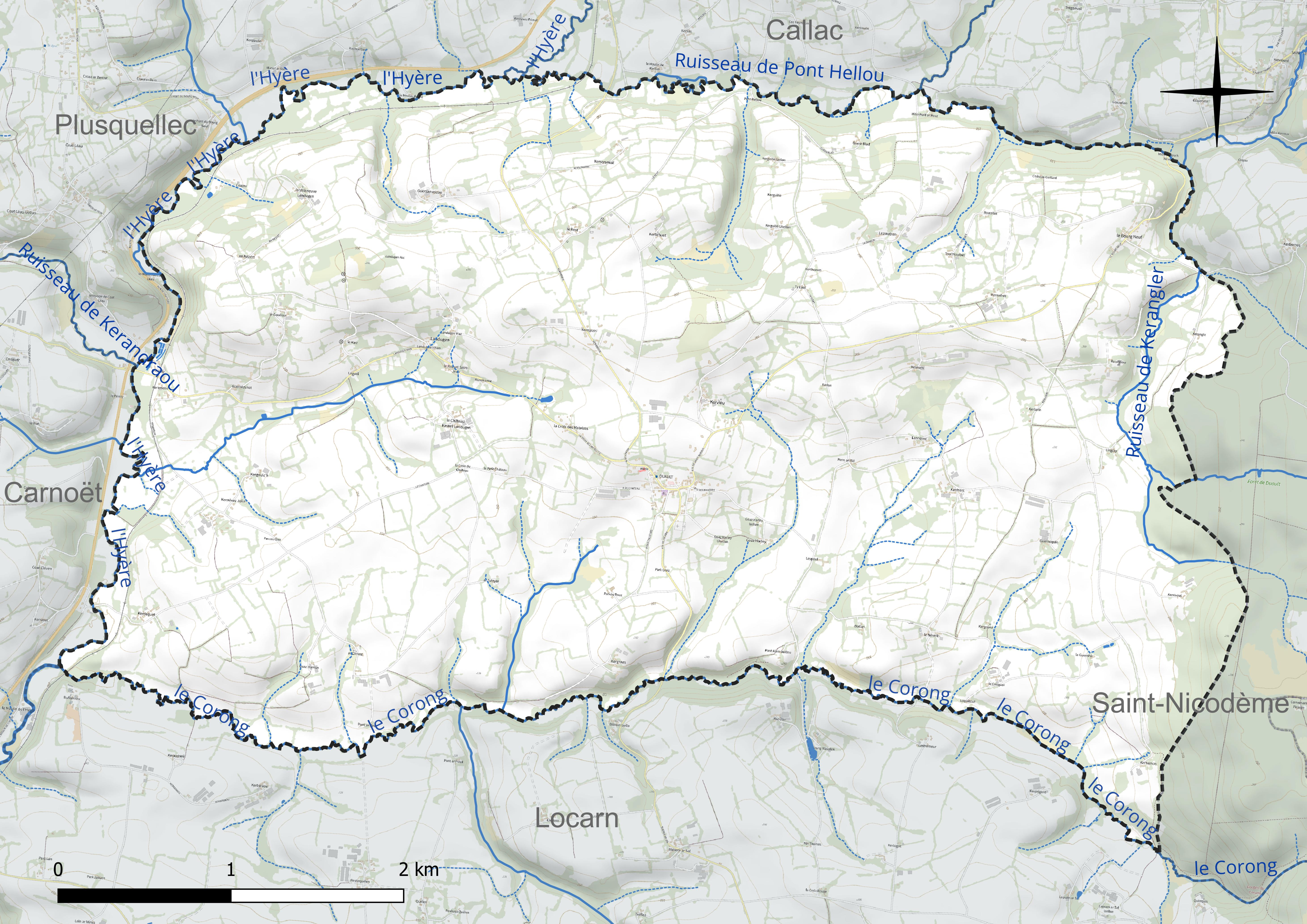
Réseau hydrographique de Duault.

### Climat
Pour des articles plus généraux, voir Climat de la Bretagne et Climat des Côtes-d'Armor.
En 2010, le climat de la commune est de type climat océanique franc, selon une étude du Centre national de la recherche scientifique s'appuyant sur une série de données couvrant la période 1971-2000. En 2020, Météo-France publie une typologie des climats de la France métropolitaine dans laquelle la commune est exposée à un climat océanique et est dans la région climatique  Finistère nord, caractérisée par une pluviométrie élevée, des températures douces en hiver (6 °C), fraîches en été et des vents forts. Parallèlement l'observatoire de l'environnement en Bretagne publie en 2020 un zonage climatique de la région Bretagne, s'appuyant sur des données de Météo-France de 2009. La commune est, selon ce zonage, dans la zone « Monts d'Arrée », avec des hivers froids, peu de chaleurs et de fortes pluies.  
Pour la période 1971-2000, la température annuelle moyenne est de 10,7 °C, avec  une amplitude thermique annuelle de 11,4 °C. Le cumul annuel moyen de précipitations est de 1 063 mm, avec 16,3 jours de précipitations en janvier et 8,1 jours en juillet. Pour la période 1991-2020, la température moyenne annuelle observée sur la station météorologique installée sur la commune est de 11,6 °C et le cumul annuel moyen de précipitations est de 1 122,0 mm,. Pour l'avenir, les paramètres climatiques de la commune estimés pour 2050 selon différents scénarios d'émission de gaz à effet de serre sont consultables sur un site dédié publié par Météo-France en novembre 2022.
| Mois                                  | jan.           | fév.           | mars          | avril       | mai           | juin          | jui.          | août          | sep.          | oct.          | nov.          | déc.          | année      |
| ------------------------------------- | -------------- | -------------- | ------------- | ----------- | ------------- | ------------- | ------------- | ------------- | ------------- | ------------- | ------------- | ------------- | ---------- |
| Température minimale moyenne (°C)     | 2,4            | 1,4            | 4             | 6           | 9,6           | 12,8          | 14,6          | 14,4          | 11            | 9,3           | 4,3           | 2,3           | 7,7        |
| Température moyenne (°C)              | 6,3            | 6,2            | 9,5           | 12          | 16            | 18,8          | 20,9          | 21,5          | 17,5          | 13,9          | 8,5           | 6,5           | 13,1       |
| Température maximale moyenne (°C)     | 9,9            | 11,2           | 15,2          | 18,1        | 22,1          | 25            | 27,4          | 28,4          | 24,1          | 18,7          | 12,9          | 10,6          | 18,6       |
| Record de froid (°C) date du record   | −21,5 17.01.87 | −12,5 10.01.86 | −12 01.01.05  | −5 04.01.73 | −2 01.01.76   | 1 05.01.76    | 5 23.01.76    | 1 11.01.74    | 0 19.01.77    | −3,2 23.01.91 | −9,1 22.01.88 | −11 31.01.85  | −21,5 1987 |
| Record de chaleur (°C) date du record | 18,6 01.01.22  | 26,6 27.01.19  | 27,6 28.01.89 | 29 21.01.18 | 32,6 18.01.22 | 39,2 18.01.22 | 40,2 25.01.19 | 40,4 07.01.20 | 36,1 17.01.87 | 31,1 02.01.85 | 22,4 02.01.82 | 19,1 03.01.85 | 40,4 2020  |
| Précipitations (mm)                   | 48             | 44,4           | 78            | 65,4        | 49,3          | 24,3          | 21            | 16            | 29,9          | 22,9          | 43,2          | 37,5          | 480        |

### Transports

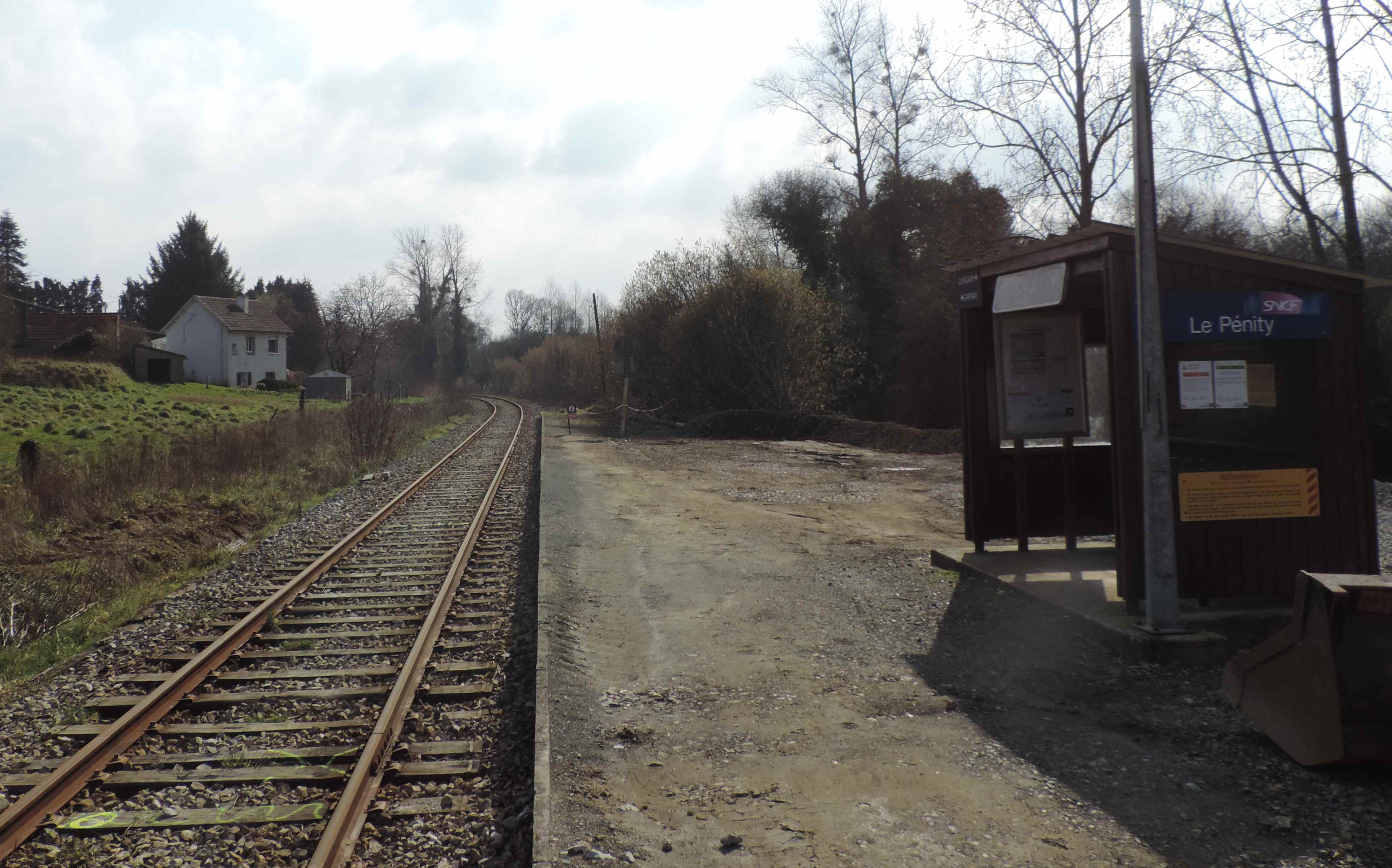
La halte ferroviaire du Pénity.

La ligne ferroviaire de Carhaix à Guingamp, mise en service en 1893, ligne survivante de l'ancien Réseau breton, qui longe le cours de l'Hyères, passe dans la partie ouest de la commune qui est desservie par la gare du Pénity.
La RD 787 (ancienne Route nationale 787), allant de Carhaix à Guingamp, emprunte aussi la vallée de l'Hyères, mais sur sa rive droite et passe totalement sur le territoire de la commune de Locarn, desservant toutefois Duault par trois ponts situés l'un à Kerdaguet, un au niveau de la gare du Pénity, et l'autre au pont de Coajou. Le bourg de Duault n'est desservi que par des routes départementales secondaires (RD 11 venant côté sud de Locarn et rejoignant la RD 787 vers le nord en direction de Callac et RD 97 en direction de Locarn via Landugen et la gare du Pénity en direction de l'ouest et allant vers Saint-Servais en direction du nord-est).

### Paysages et habitat

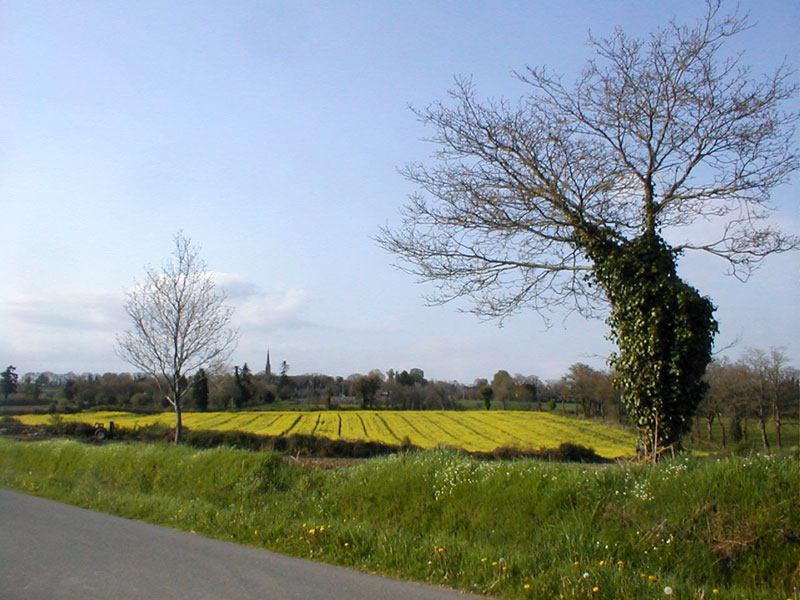
Panorama route de Locarn.

Duault présente un paysage agraire traditionnel de bocage avec un habitat dispersé en écarts formés de hameaux (« villages ») et fermes isolées. Éloignée des grands centres urbains, la commune a conservé son caractère rural.

## Urbanisme

### Typologie
Au 1er janvier 2024, Duault est catégorisée commune rurale à habitat très dispersé, selon la nouvelle grille communale de densité à 7 niveaux définie par l'Insee en 2022.
Elle est située hors unité urbaine et hors attraction des villes,.

### Occupation des sols
L'occupation des sols de la commune, telle qu'elle ressort de la base de données européenne d’occupation biophysique des sols Corine Land Cover (CLC), est marquée par l'importance des territoires agricoles (94,6 % en 2018), une proportion sensiblement équivalente à celle de 1990 (94,8 %). La répartition détaillée en 2018 est la suivante : 
zones agricoles hétérogènes (44,8 %), terres arables (31,1 %), prairies (18,8 %), forêts (5,4 %). L'évolution de l’occupation des sols de la commune et de ses infrastructures peut être observée sur les différentes représentations cartographiques du territoire : la carte de Cassini (XVIIIe siècle), la carte d'état-major (1820-1866) et les cartes ou photos aériennes de l'IGN pour la période actuelle (1950 à aujourd'hui).

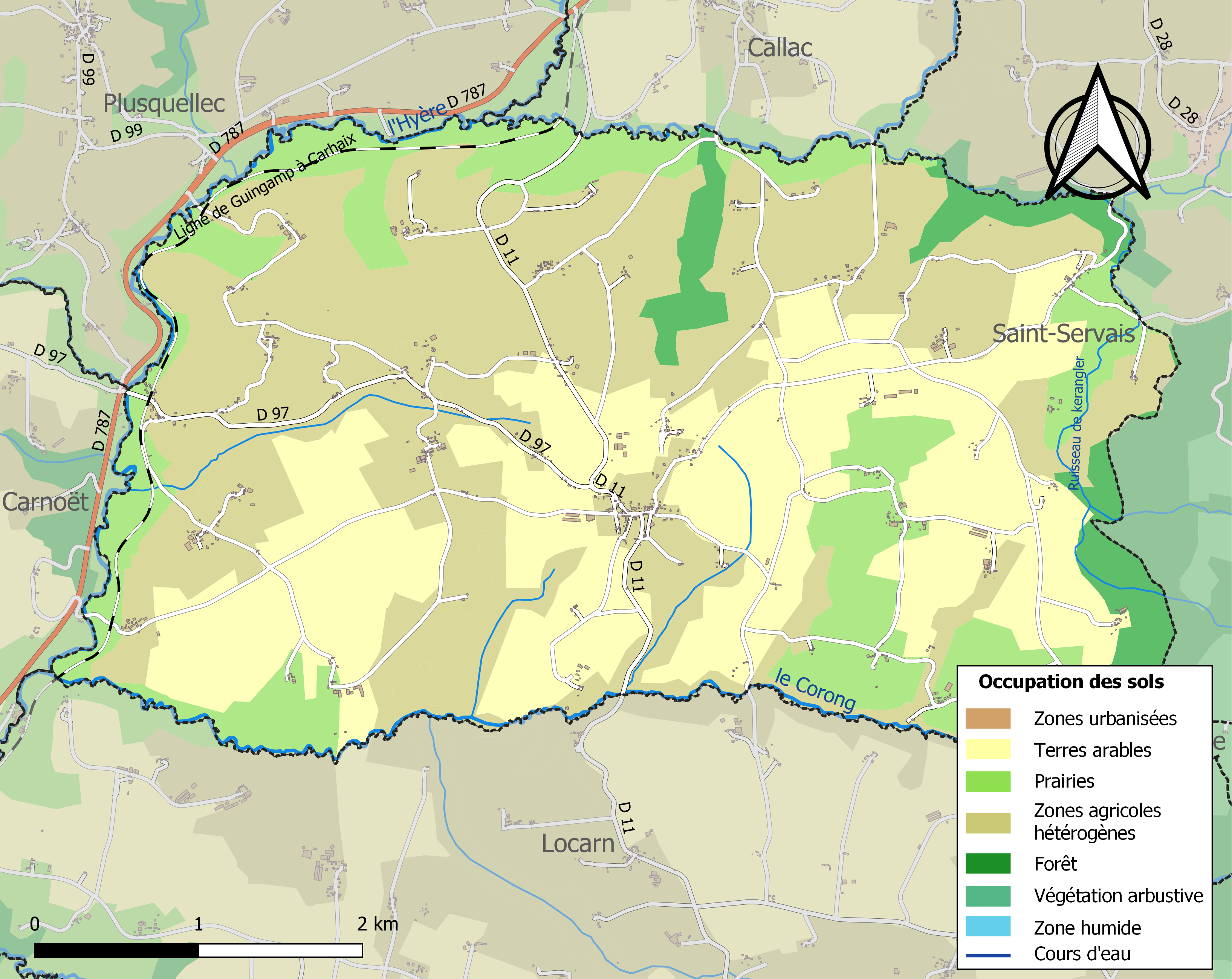
Carte des infrastructures et de l'occupation des sols de la commune en 2018 (CLC).

## Toponymie
Le nom de la commune vient des mots bretons du (noir) et aod (côte). Duault signifie donc la côte orientée au nord (à l'ombre).
« Ce nom de Duault (Duot en breton) signifie "côte noire". Pourquoi  noire ? Parce que, du bourg, on aperçoit à l'horizon, quand on regarde vers le sud, les sombres frondaisons d'une forêt, l'un des bastions avancés de la légendaire forêt de Brocéliande ».

## Histoire

### Préhistoire et Antiquité

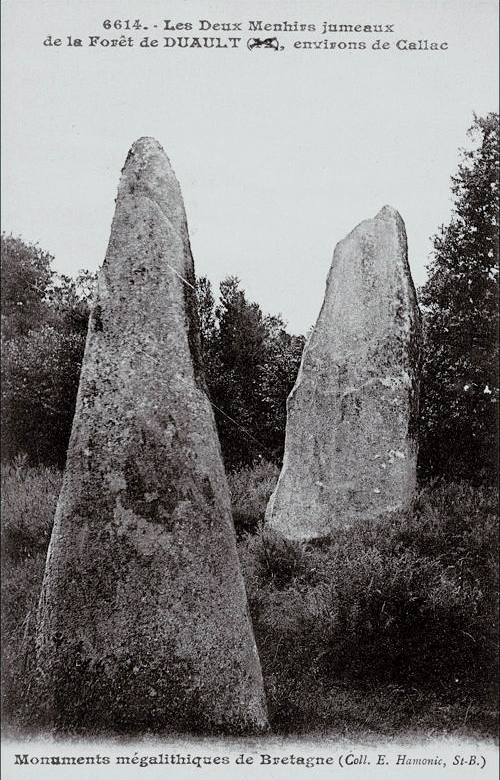
Les deux menhirs jumeaux de la forêt de Duault (carte postale Émile Hamonic).

Joachim Gaultier du Mottay écrit que Duault (dans ses limites d'avant la partition de 1869) possédait neuf menhirs, dont trois près du village du Clajou et six dans la forêt, plus deux dolmens, l'un près du village de Kerpinson, l'autre, plus intéressant, près du château de Rosvilliou. Il indique que plusieurs pièces de monnaie ossimiennes ont été trouvées à Duault « il y a quelques années » (son livre date de 1862). Nicolas Le Bras indique en 1860 deux menhirs de 8 mètres de haut, dont l'un est très incliné, près de la forêt de Duault, au-dessus du village de Kerbernès ; un autre à Kercourtois, de 5,60 m de hauteur et un à Picaigne de 7,60 m de haut ainsi que les deux dolmens cités par Joachim Gaultier du Mottay, mais précise que celui de Rosvilliou a été brisé.

### La forêt de Duault
La forêt de Duault (son nom signifie en français «Côte Noire») est un amas de rochers de granite sauvages et imposants, ainsi décrits par Frank Davies : « La masse de rochers, dont quelques-uns, blocs de granit, s'érigeaient comme des géants sur leurs gardes, barrant l'accès de la forêt au-delà, tandis que d'autres, couchés, formaient des cromlec'hs et des dolmens naturels de taille gigantesque et de formes bizarres. (...) C'était une forêt épaisse pendant des kilomètres, excepté quelques places déblayées par les charbonniers ou des emplacements occupés par des bouquets de hêtres qui couronnaient les hauteurs ».
Frank Davies rapporte qu'aux alentours de 1854 une bande de cinq à six loups envahirent la hutte d'un sabotier et de son épouse et dévorèrent leurs trois moutons et leur chien. Il ajoute que lors des hivers rudes, après une longue période de neige, « on a besoin d'allumer des feux la nuit à tous les carrefours de routes entre Carhaix, Callac, Gourin, Rostrenen et autres petites villes du voisinage pour préserver les troupeaux et même les chiens de la rapacité des loups affamés ».
Charbonniers et sabotiers étaient nombreux les siècles passés (jusque dans les premières décennies du XXe siècle) en forêt de Duault.
Depuis la partition de la commune de Duault en 1869, la forêt de Duault est principalement située désormais dans la commune de Saint-Servais.
Le « Rocher des Sept-Fontaines » est un bloc granitique contenant sept cavités, dont la légende dit qu'il aurait été un lieu de rendez-vous des Sept saints fondateurs de la Bretagne.

### Moyen Âge

#### La paroisse de Duault et le prieuré de Landugen
Selon Albert Le Grand, Duault serait l'une des plus anciennes paroisses de Bretagne ; saint Hernin s'y serait établi en 532, ayant reçu du seigneur de Quelin un petit terrain situé auprès de l'ancienne ville de Keralus. Il y aurait bâti un monastère où il serait mort en 540. On éleva par la suite sur son tombeau l'église de Locarn qui resta une trève de Duault jusqu'à la Révolution française.
La paroisse de Duault, issue d'un démembrement de la paroisse de Maël, était une des plus vastes de Bretagne, comprenant la commune actuelle, mais aussi celles de Saint-Servais, Saint-Nicodème, Landugen et Locarn, ainsi que la trève de Burthulet. 
Landugen était sous l'Ancien Régime un prieuré-cure qui dépendait de l'abbaye Sainte-Croix de Quimperlé à qui elle aurait été donnée par le duc Hoël entre 1081 et 1084 ; le cartulaire de Quimperlé la nomme Ecclesiam Sancti Tutiani au XIe siècle.
Une chapelle a aussi existé au lieu-dit Pénity, mais elle était totalement en ruines et abandonnée avant même la Révolution française. D'autres chapelles qui existaient alors ont disparu aussi depuis (Saint-Sylvestre [Zant Gelvest en breton] de Kerhamon, Notre-Dame-des-Neiges à Kerivoal, Lespoul, Saint-Hugeon (près de Keramolin).

#### Les Templiers
Les Templiers, installés à Bégard à partir de 1130, établirent en forêt de Duault (laquelle s'étendait alors sur la quasi-totalité de la paroisse de Duault et au-delà, limitée par exemple par Saint-Servais au nord et Saint-Nicodème au sud) un centre de remonte, un haras naturel ; une large partie de la forêt fut close de murs et de fascines (la forêt est également délimitée par des bornes de granites) ;des juments et des étalons y furent lâchés, surveillés par trois maisons du Temple établies en bordure de forêt à Burthulet (entre Maël-Pestivien et Bulat-Pestivien, Botmel (au nord de Callac et Le Loc'h (hameau de Peumerit-Quintin). L'ancien monastère des Templiers était probablement situé dans le hameau actuel du Bourg Neuf, où l'on trouve des restes d'anciennes constructions dont certaines avaient plus de 30 mètres de long. 

#### Le parc de Duault
Joachim Gaultier du Mottay écrit en 1862 que  « la forêt de Duault, qui contient environ 500 hectares, appartenait jadis aux Ducs de Bretagne, qui y avaient un rendez-vous de chasse et y entretenaient un haras. Peut-être faut-il faire remonter jusqu'à eux l'enceinte murée dont on voit encore des traces au centre même de la forêt et qui portait le nom de Parc de Duault».

### Temps modernes
« Il y avait jadis à Duault-Quelin [Quelen] (désormais en Locarn) une juridiction royale, qui disposait des droits de haute, moyenne et basse justice et fut unie et incorporée à celle de Carhaix, par édit du roi Charles IX, donné le 25 mars 1564. Il ne s'y exerce plus qu'une moyenne justice, qui ressortit à la cour royale de Carhaix » écrit Jean-Baptiste Ogée en 1778 ; il poursuit : « La terre et seigneurie Quélen] de Quelin appartenait en 1460 à Olivier de Quelin, que le duc François II, par ses lettres données à Nantes, le 7 janvier de cette même année, créa Grand-Maître de son artillerie, Capitaine général et Gouverneur des Francs-Archers et Arbalétriers élus des Paroisses du Duché de Bretagne. Le roi Louis XII, par ses lettres données au mois de mai 1512 accorda la qualité de banneret à Olivier, seigneur de Quelin et du Vieux-Châtel, pour qu'il pût, ainsi que ses successeurs, porter ses armes et interlignes en bannière. Cette maison portait pour devise, dans ses armes, ces mots : En toute saison, il fait bon prendre conseil. Cette seigneurie a une haute, moyenne et basse justice, qui s'exerce à Locarn, et appartient présentement à M. de Carcado ». Cette seigneurie est érigée en baronnie en 1512.
Cette commune est connue pour des faits liés à la Révolte des Bonnets rouges en 1675.

#### Le château de Rosviliou

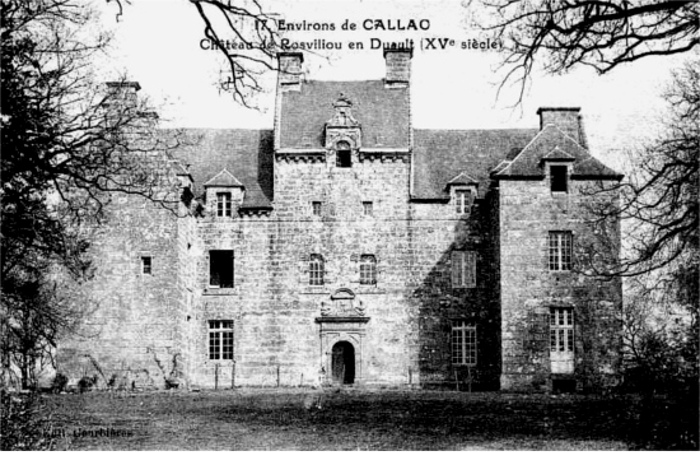
Le manoir de Rosvilio (dénommé aussi château de Rosvilliou), qui fut la demeure du chevalier de Langle au XVIIIe siècle.

Le château de Rosvilliou a été construit dans le quatrième quart du XVIe siècle et dans la deuxième moitié du XVIIIe siècle  pour sa partie sud ; le premier seigneur de Rosvillou connu est Charles Maurice Bahezre, seigneur de Kerfichant et lieutenant général de Carhaix, fils de Guillaume Bahezre et de Gilette de la Boissière. La seigneurie de Kerfichant, relativement puissante, possédait des terres sur Duault, dont une ancienne résidence de chasse qu’il transforma (1605 à 1610) en l'un des premiers châteaux non militaire de Bretagne. Le château passe des Bahezre aux Fleuriot en 1624.
Il fut habité par la famille de Langle au XVIIIe siècle.
Outre Rosviliou, plusieurs autres manoirs existaient alors : Kerfichant (XVIe siècle, propriété de l la famille Bahezre, puis de la famille de Langle) ; Néveit (1647) ; Kernoguen [Guernoquin] (XVIIe siècle) ; Lespoul (XVIIe siècle, proprité successivement des familles Laisné puis Coatgoureden) et Lesmabon (propriété successivement des familles de Lesmabon, Guynement, Le Bigot et de Langle).

#### Duault décrit en 1778

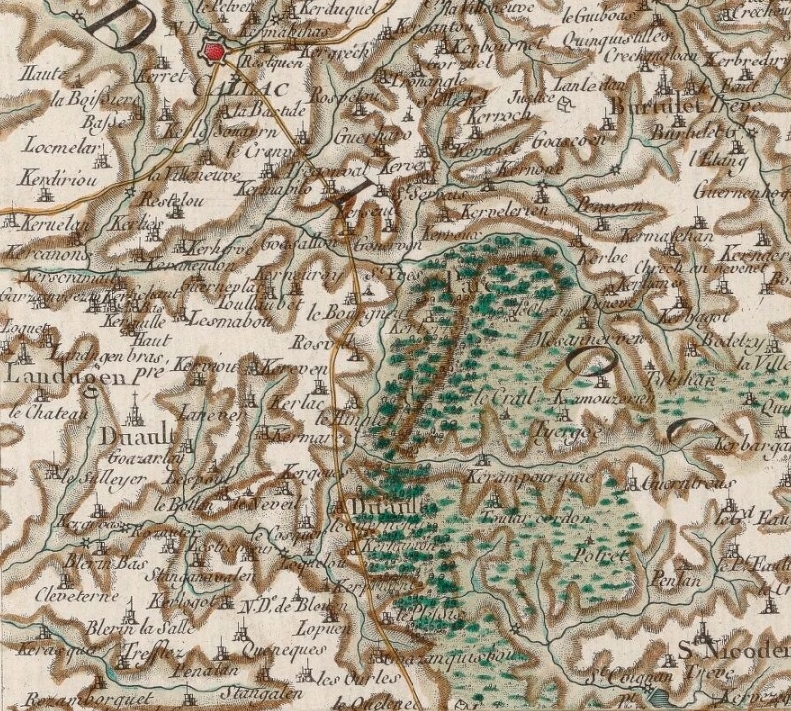
Carte de Cassini de la paroisse de Duault incluant ses trèves (1787).

Jean-Baptiste Ogée décrit ainsi Duault en 1778 :

« Duault ; à 14 lieues et demie à l'est-nord-est de Quimper, son évêché ; à 16 lieues de Rennes et à deux-tiers de lieue de Callac, sa subdélégation. Cette paroisse relève du Roi, et ressortit au siège royal de Carhaix. On y compte 3 000 communiants, y compris ceux de Landugen, de Burtulet, de Locarn et de Saint-Nicodème, ses trèves. La cure est à l'Ordinaire, Landugen est un prieuré où l'on fait les fonctions curiales. (...) On trouve dans cette paroisse le canton du Bourgneuf, qui fait partie de l'ancien bailliage de Duault, qui depuis peu a été réuni au domaine du Roi sous le ressort de Carhaix, et la forêt de Duault, qui appartient à Sa Majesté, et comprend environ huit cent quarante arpents de terrein [terrain] ; elle est entourée de murs fort antiques et à demi écroulés ; les ruines d'un ancien château des Ducs qu'on y apperçoit [aperçoit] nous prouvent que c'était autrefois un parc [C'était en fait le principal haras des ducs de Bretagne, s'il faut en croire la tradition]. C'est dans cette forêt que se trouve la source de la rivière d'Aulne, qui va se perdre dans la rade de Brest, à 16 lieues de là [faux, il s'agit en fait de l'Hyères, affluent de l'Aulne]; cette rivière, et les autres du pays, abondent en truites. Ce territoire est irrégulier, et assez mal cultivé. On y voit des terres labourables, de bonnes prairies et beaucoup de landes. »

### Révolution française
En 1790, la création de la commune de Duault (qui perd Locarn et Landugen par rapport aux limites de l'ancienne paroisse) s'accompagne de la création du canton de Duault qui comprend les communes de Duault, Carnoët, Maël-Pestivien et Locarn. Ce canton est supprimé le 22 prairial an VIII (11 juin 1800) et Duault est alors incorporé au canton de Callac.
Landugen (Landujan) est rattaché à Botmel en 1791, qui devient Callac en l'an II ; Landugen est à nouveau commune en l'an IV, avant d'être à nouveau rattachée à Callac en l'an IX. Landugen est enfin rattaché à Duault en 1874.
La paroisse de Duault eut au moins deux prêtres constitutionnels : Le Bourzec (recteur en 1793) et Olivier Falher ; par contre François Corbel (recteur de 1762 à 1790) fut réfractaire ; François Le Coënt, curé de la trève de Burthulet, aussi : il fut déporté sur un ponton de Rochefort (Deux-Associés) où il mourut le 24 juillet 1794 et enterré à l'Île d'Aix. 
Le 8 nivôse an VIII (29 décembre 1799) une bande de chouans brûla à Saint-Servais tous les papiers de l'administration municipale, y compris les archives de l'ancienne juridiction féodale (seuls les registres paroissiaux et d'état-civil échappèrent à la destruction) dont les audiences se tenaient à Saint-Servais. Des chouans assassinèrent le débitant de tabacs du bourg de Duault.

### LeXIXesiècle
En 1837, César René de Choiseul (fils de Renaud César de Choiseul-Praslin, qui en était le propriétaire), revendit la forêt de Duault, ainsi que celle de Lorge et son château, à Jean-Marie Allénou,  négociant à Quintin. Nicolas Le Bras indique que les loups y pullulent, ainsi que les lapins. 
A. Marteville et P. Varin, continuateurs d'Ogée, décrivent ainsi Duault en 1843 :

« Duault, commune formée de l'ancienne paroisse de ce nom, moins ses trèves Landugan [Landugen], qui a été absorbée par Callac, et Locarn, qui est devenue commune ; aujourd'hui succursale. (...) Principaux villages : Garzuel, Kerbournet, Kerrac'h, Kerscuil, Kervern, le Bourgneuf, Trefflay, Kerellic, Burtulet, Kerscuit, Kernaéret, le Botcol, Quillaéron, le Bodelzy, Kervouzérien, Grand-Faut, Peit-Faut, Saint-Nicodème, Kerneval, Kernon, Saint-Derrien, Guernoquin, Kerviou, Kercroas, Trégonval, le Corvé, Kerdaguet, Kernévez, Kergourc'h, Kerfichan, Kerscramail. Superficie totale : 6 138 hectares dont (...) terres labourables 2 787 ha, prés et pâturages 663 ha, bois 531 ha, vergers et jardins 103 ha, landes et incultes 1 895 ha (...). Moulins : 16 (de Kermabilou, du Bourgneuf, de Kerroux, du Pont-au-Roux, Milin-Poul, du Faut, de Kerdrain, de Lobuel, du Pont-Belon, de Peun-ar-Prat, de Quinquistilis, à eau). Outre l'église, il y a à Duault les chapelles Saint-Servais et Saint-Nicodème. (...) Géologie : schiste argileux, porphyres quartzifères. (...). On parle le breton. »

Selon Joachim Gaultier du Mottay, « cette commune est très giboyeuse, surtout dans le voisinage de la forêt ; ses rivières sont aussi très poissonneuses ». 
En 1860, Nicolas Le Bras, père d'Anatole Le Bras, écrit que Duault possède alors 540 maisons réparties dans 149 villages et que la commune est divisée en trois grandes sections ou paroisses : au nord Saint-Servais, érigée en succursale en 1855, qui contient 241 maisons et 1 260 habitants et où se trouve la maison commune (mairie et école) ; au sud-ouest, Duault, la paroisse primitive, comprend 209 maisons réparties dans 54 villages et comprend 1 033 habitants ; au sud-est Saint-Nicodème, succursale depuis 1842, contient 96 maisons réparties en 21 villages et possède 539 habitants. 
La commune de Duault a été dépecée par l'arrêté du 19 avril 1869 qui décide la création des communes de Saint-Servais et Saint-Nicodème, mais récupère Landugen en 1874.
L'église paroissiale Saint-Maudez est construite entre 1892 et 1894 ; elle remplace l'église antérieure qui datait du XVIe siècle et avait été remamaniée les siècles suivants.

### LeXXesiècle

#### La Première Guerre mondiale
Le monument aux morts de Duault porte les noms de 65 soldats morts pour la France pendant la Première Guerre mondiale : parmi eux, François Le Gall et Guillaume Le Gall ont tous les deux été décorés de la Médaille militaire et de la Croix de guerre, Pierre Le Gall et Yves Toanen de la Croix de guerre ; plusieurs soldats sont morts en Belgique (Jean Le Roux et Jean Cadoret en 1914, Yves Le Balch en 1915, Pierre Le Meur en 1916) ; François Morellec est mort en Grèce ; la plupart des autres sont morts sur le sol français.
Jean Le Bescond, dont le nom se trouve aussi sur le monument aux morts, est mort de maladie en 1920.

#### L'Entre-deux-guerres

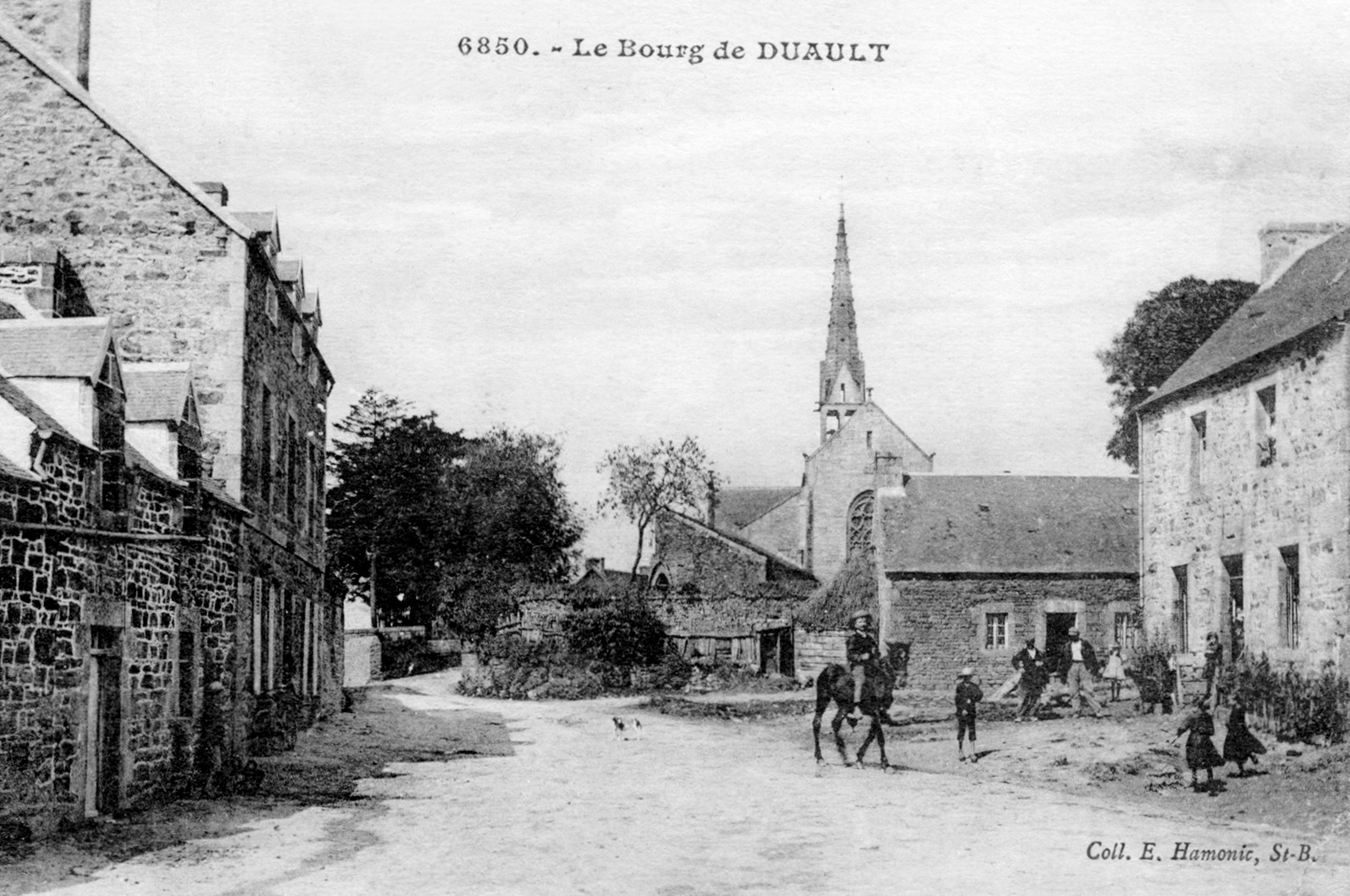
Le bourg de >Duault vers 1920 (carte postale Émile Hamonic).
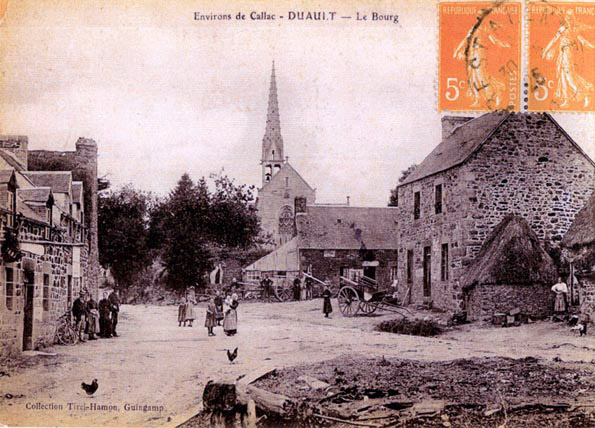
Le bourg de Duault vers 1925 (carte postale Tirel-Hamon).

#### LaRésistance: la baseSamwestpendant la Seconde Guerre mondiale

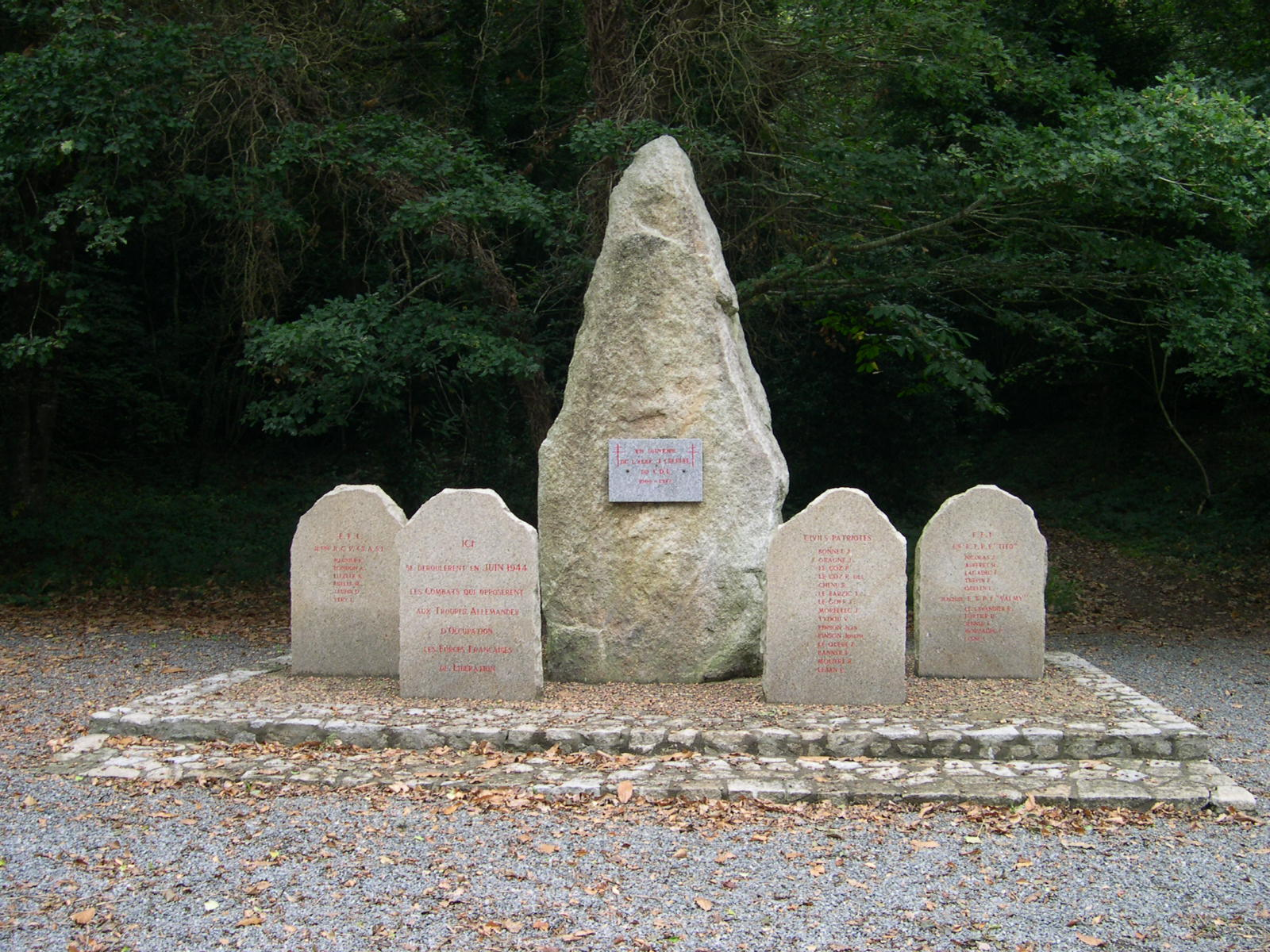
Monument de Kerhamon en mémoire des combats de juin 1944.

Entre le 5 et le 12 juin 1944, la compagnie Tito, épaulée par une quarantaine de S.A.S. commandés par le capitaine Pierre Leblond et deux équipes Jedburgh parachutées, la première l'équipe Félix dans la nuit du 8 au 9 juillet 1944 près de Jugon, la seconde l'équipe Frederick (formée du capitaine Aguirec, du major britannique Wise et du radio américain Kehoe) dans la nuit du 9 au 10 juin 1944 à Duault, se déplace dans la forêt de Duault à la ferme de Kerhamon pour y implanter la base Samwest. Les hameaux de Kerhamon et du Guernhir furent passés au lance-flammes, de même qu'une partie de la forêt de Duault.
Le 11 juin 1944, deux compagnies de l'Armée allemande d'occupation attaquèrent la ferme de Kerhamon, occupée par des parachutistes du 4e bataillon SAS de la France libre, une équipe Jedburg et des FFI, aidés par la population locale. Le combat continua le 12 juin 1944 et fut très meurtrier de part et d'autre ; les Allemands auraient eu 45 tués ; 4 membres des S.A.S. et 9 résistants FTP furent tués ; plusieurs parachutistes sont grièvement blessés dont les lieutenants André Botella et Jean Lasserre ; 31 maquisards et otages furent torturés et fusillés par les Allemands dont deux paysans de Duault abattus dans leur champ et 8 otages fusillés dans le bois de Boudan à Plestan dans la nuit du 13 au 14 juin 1944.

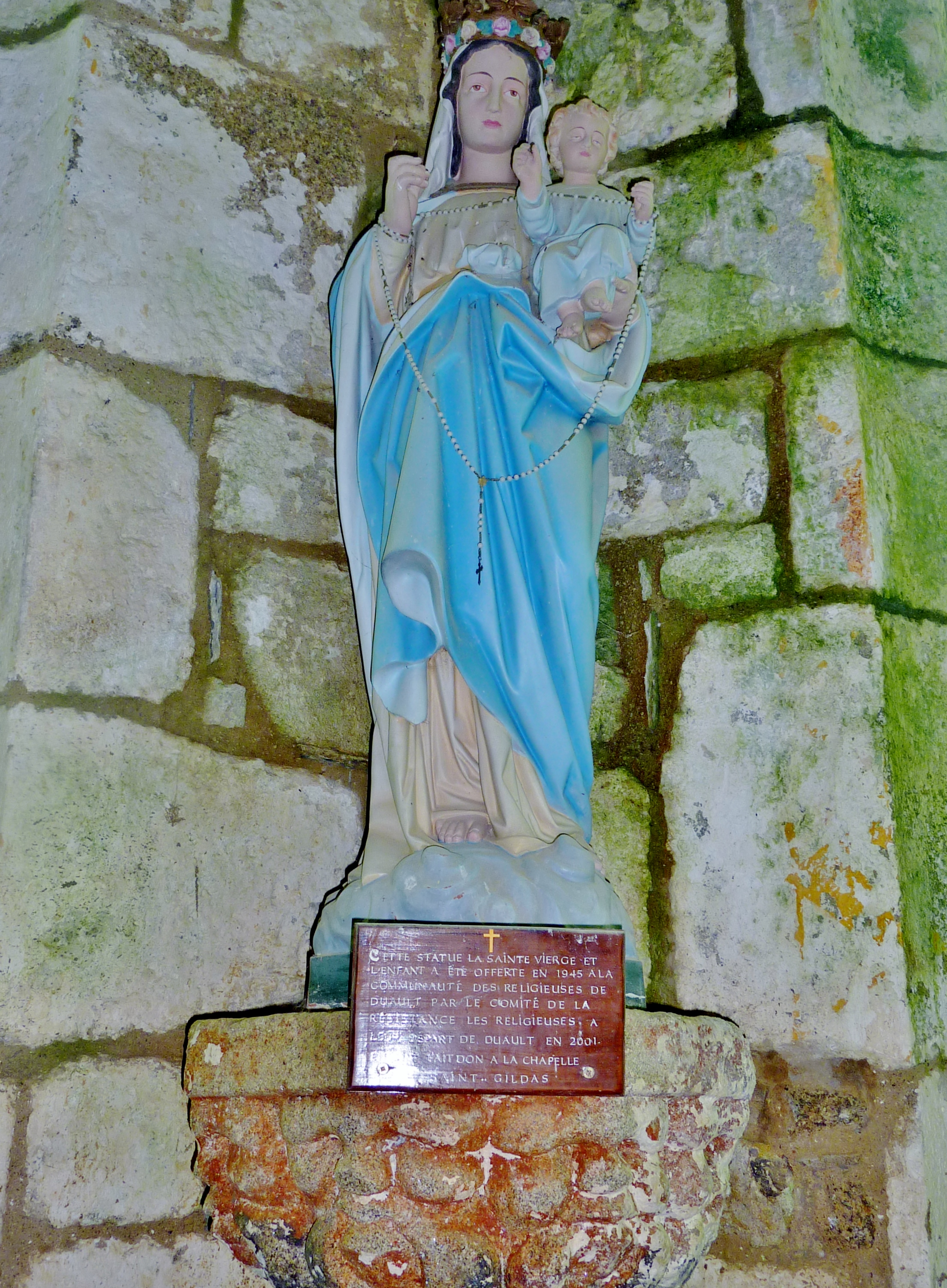
Statue de la Vierge à l'Enfant offerte en 1945 à la communauté des religieuses de Duault par le comité de la Résistance en guise de remerciement. Lors du départ des religieuses de Duault en 2001, celles-ci en ont fait don à la chapelle Saint-Gildas de Carnoët.

Le 13 juin 1976 fut inauguré à Kerhamon en Duault le monument commémoratif des combats de juin 1944.
Les blessés, et treize tonnes de munitions récupérées par les résistants, sont alors déménagés par le maquis de Saint-Marcel.
Le monument aux morts de Duault porte les noms de 23 personnes mortes pour la France pendant la Seconde Guerre mondiale.

## Politique et administration

### Liste des maires
| Période                                  | Période      | Identité               | Étiquette | Qualité |
| ---------------------------------------- | ------------ | ---------------------- | --------- | --- |
| 1790                                     |              | Vauchel                |           | |
| 1794                                     |              | Quenechdu              |           | |
| 1796                                     |              | Le Bonhomme            |           | |
| 1798                                     |              | Le Moine               |           | |
| 1798                                     |              | Le Lostec              |           | |
| 1800                                     |              | Julien Conan           |           | |
| 1806                                     |              | Yves Julien Conan      |           | |
| 1808                                     |              | Jean Le Lostec         |           | Cultivateur |
| 1846                                     | 1853         | Louis Bercot           |           | |
| 1853                                     | 1854         | Yves Thomas            |           | |
| 1855                                     | 1869         | François Courtois      |           | Cultivateur |
| 1870                                     | 1870         | Emmanuel de Langle     |           | |
| 1871                                     | 1884         | Alexandre Prigent      |           | Cultivateur |
| 1884                                     | 1886         | Jean Marie de Brossard |           | |
| 1886                                     | 1888         | Yves Le Graët          |           | |
| 1888                                     | 1898         | Yves Soliman           |           | Propriétaire |
| 1898                                     | 1912         | François Le Faucheur   |           | |
| 1912                                     | 1915         | Thomas Maudez          |           | |
| 1915                                     | 1916         | François L'Hélias      |           | |
| 1916                                     | 1919         | Philippe Diouron       |           | Cultivateur Adjoint faisant fonction de maire, maire provisoire                                                                                |
| 1919                                     | après 1923   | Alexis Tilly           |           | Forgeron |
| Les données manquantes sont à compléter. |              |                        |           | |
| octobre 1947                             | mars 1977    | Pierre Guillossou      |           | Agriculteur retraité |
| mars 1977                                | 17 mars 2001 | Vincent Pinson         |           | Agriculteur à Lesmabon, maire honoraire Neveu du précédent                                                                                     |
| 17 mars 2001                             | 26 mai 2020  | Gilbert Le Gall        | DVD       | Cadre bancaire retraité 3e vice-président du SIVOM du canton de Callac (2001) 3e puis 4e vice-président de la CC Callac - Argoat (2008 → 2016) |
| 26 mai 2020                              | En cours     | Claude Callonnec,      | DVD       | Retraité de l’industrie, ancien adjoint au maire                                                                                               |

## Démographie
| 1793  | 1800  | 1806  | 1821  | 1831  | 1836  | 1841  | 1846  | 1851  |
| ----- | ----- | ----- | ----- | ----- | ----- | ----- | ----- | ----- |
| 2 467 | 2 073 | 2 197 | 1 899 | 2 341 | 2 379 | 2 519 | 2 700 | 2 829 |

| 1856  | 1861  | 1866  | 1872 | 1876  | 1881  | 1886  | 1891  | 1896  |
| ----- | ----- | ----- | ---- | ----- | ----- | ----- | ----- | ----- |
| 2 836 | 2 805 | 2 847 | 918  | 1 344 | 1 332 | 1 430 | 1 353 | 1 363 |

| 1901  | 1906  | 1911  | 1921  | 1926  | 1931  | 1936  | 1946  | 1954 |
| ----- | ----- | ----- | ----- | ----- | ----- | ----- | ----- | ---- |
| 1 246 | 1 308 | 1 319 | 1 321 | 1 389 | 1 251 | 1 115 | 1 020 | 843  |

| 1962 | 1968 | 1975 | 1982 | 1990 | 1999 | 2006 | 2011 | 2016 |
| ---- | ---- | ---- | ---- | ---- | ---- | ---- | ---- | ---- |
| 787  | 638  | 529  | 442  | 404  | 356  | 335  | 364  | 359  |

| 2021 | 2022 | - | - | - | - | - | - | - |
| ---- | ---- | - | - | - | - | - | - | - |
| 382  | 388  | - | - | - | - | - | - | - |

## Lieux et monuments

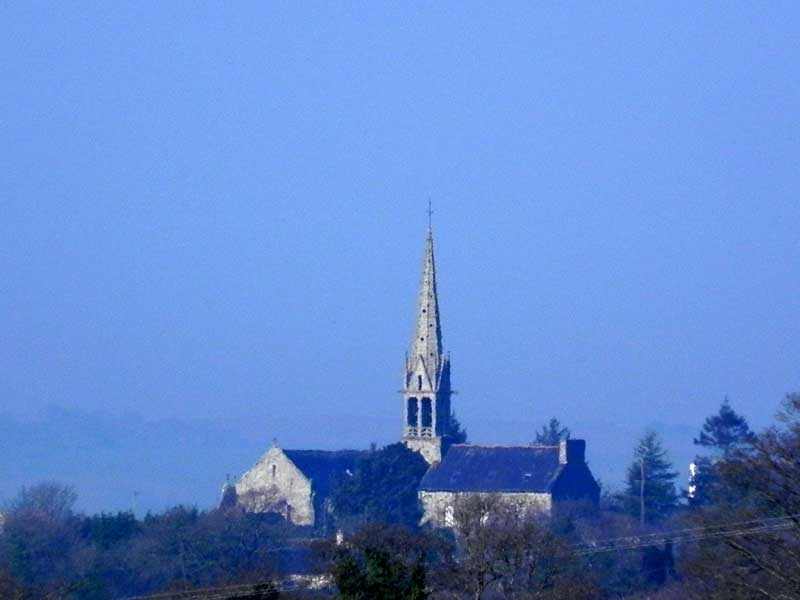
L'église paroissiale Saint-Maudez : vue générale.

- Église paroissiale Saint-Maudez (1892-1894), dédiée à saint Maudez. La porte méridionale et une verrière, dite de la Dormition de la Vierge, datant de 1594 et don de Maurice Baherze[Note 14], qui étaient dans l'église précédente, ont été conservées, ainsi que des éléments de l'ancien calvaire (Flagellation, Portement de croix, Résurrection et Descente aux Limbes) ; elle contient aussi des armoiries des familles Duault et de Quelen (seigneurs fondateurs de l'ancienne église), de Kerouartz, Fleuriot de Langle, du pape Léon XIII, de Mgr Fallières (évêque de Saint-Brieuc) et le blason de Coatgoureden[Note 15].
- Château de Rosvilliou : il date du 4e quart du XVIe siècle et, pour sa partie sud, de la 2e moitié du XVIIIe siècle ; une inscription indique : « MAURICE BAHEZRE, SEIGNEUR DE KERFICHANT »[48]. L'extérieur est visitable en juillet et août ; inscrit monument historique par arrêté du 22 janvier 1927[49],[27]. À l'intérieur, escalier rampe-sur-rampe[50].
- Chapelle Saint-Jean (Landugen) : la nef et la façade occidentale sont achevées en 1559 ; le bras nord date de la fin du XVIe siècle ; le chœur et le bras sud sont achevés vers 1685[51].
- L'ancien prieuré de Landugen[52].

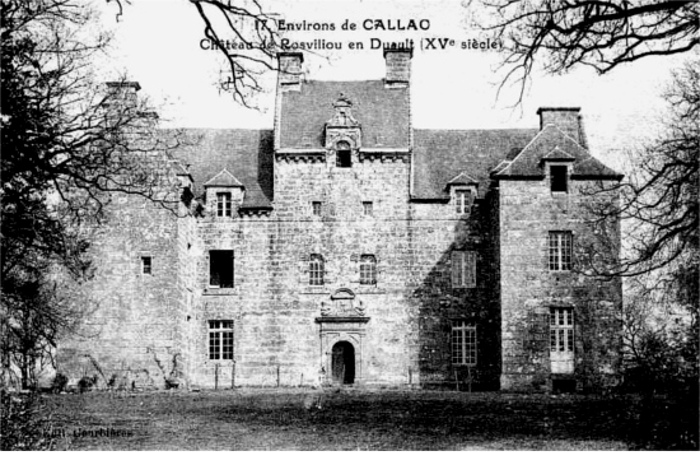
Chateau de Rosvilliou.
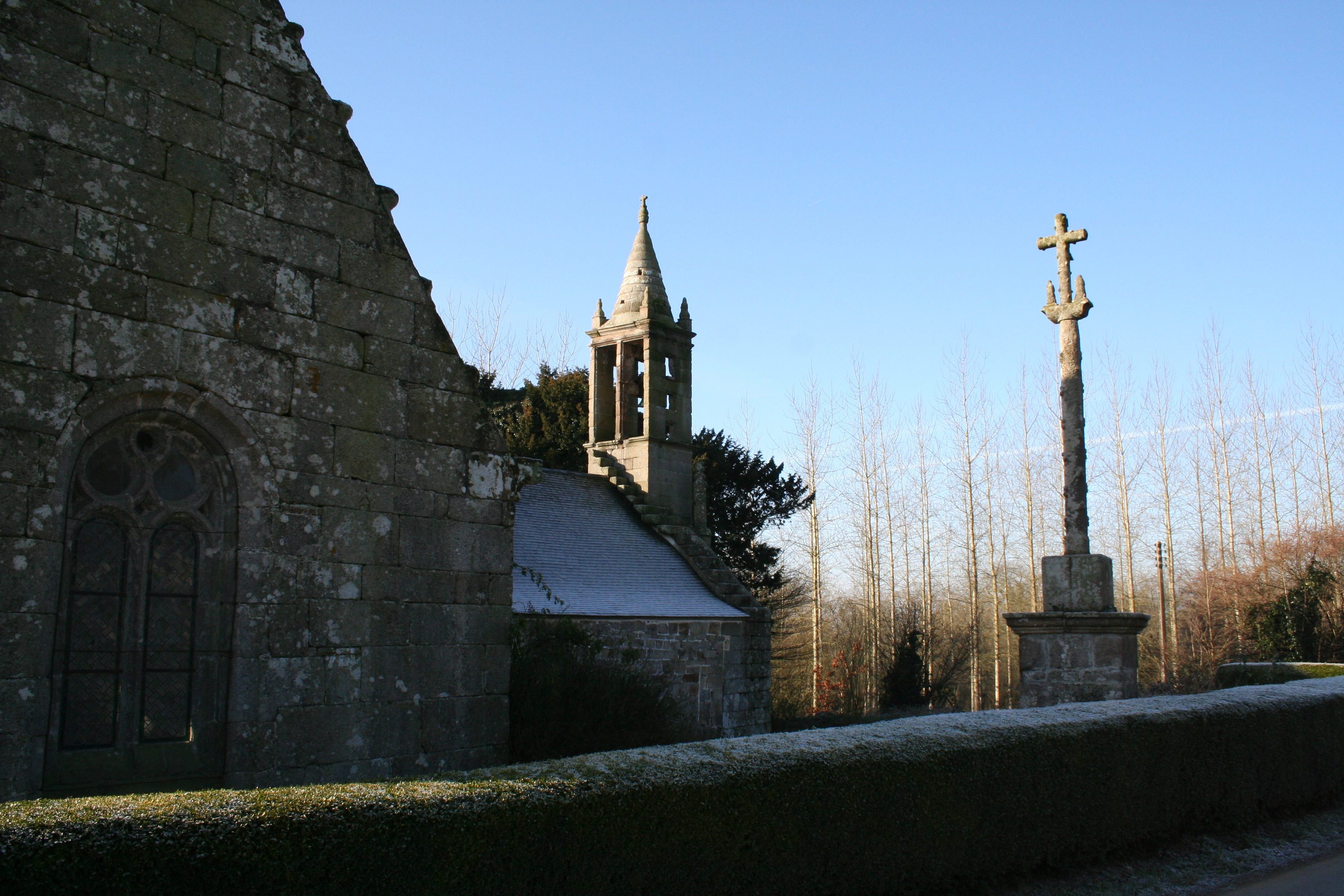
La chapelle de Landugen et son calvaire 1.
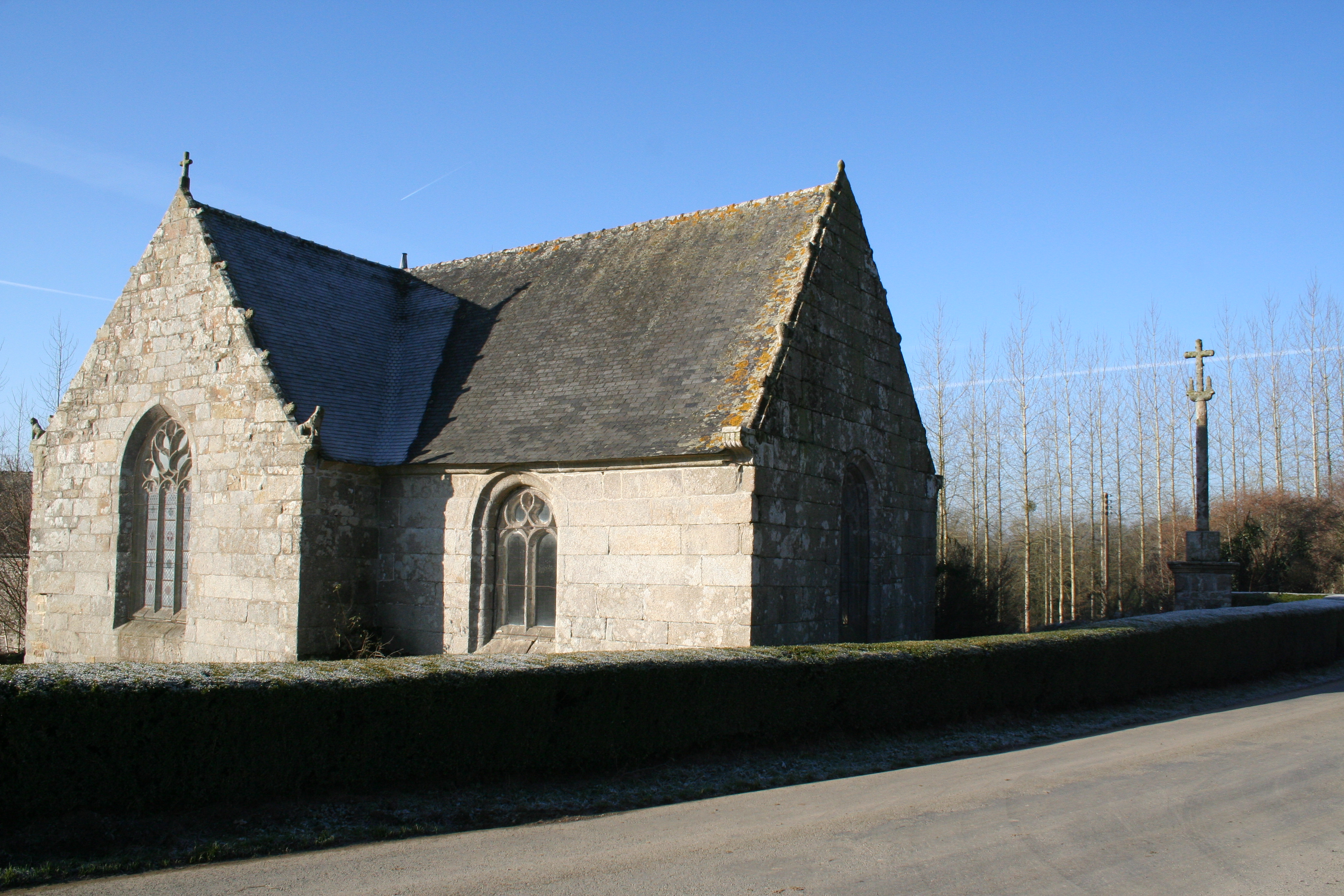
La chapelle de Landugen et son calvaire 2.
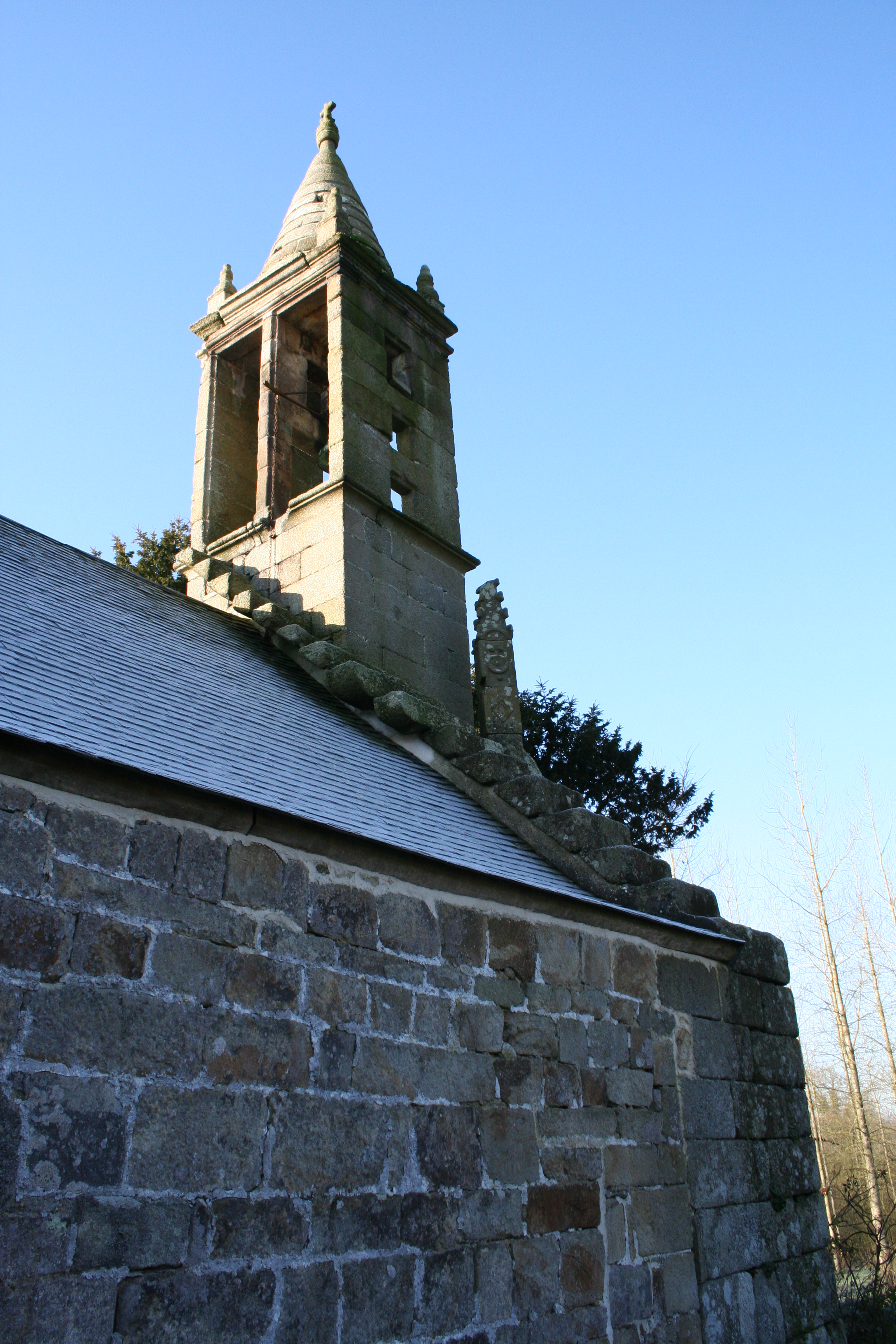
Le clocher de la chapelle de Landugen.
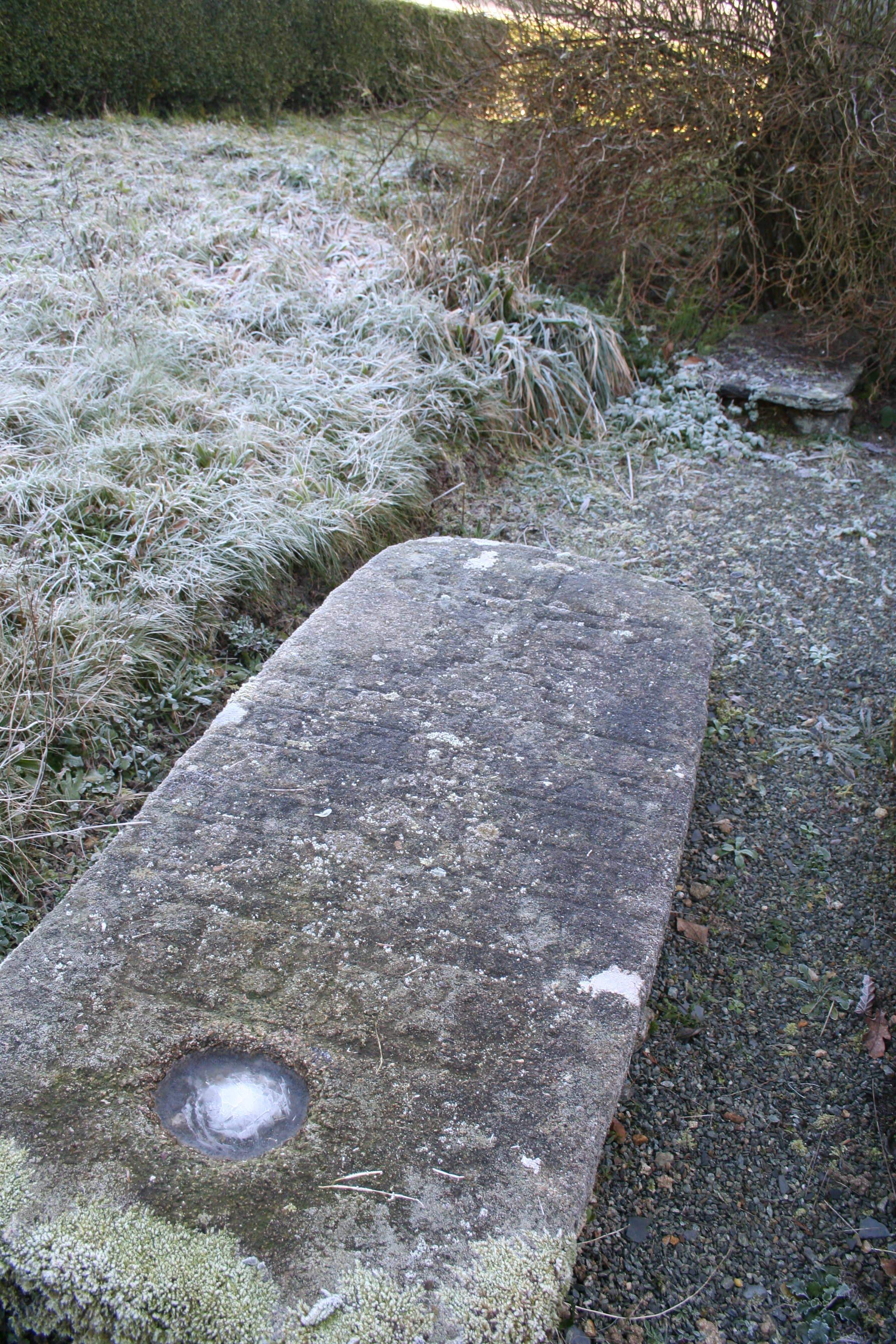
Tombe près de la chapelle de Landugen.

- Allée couverte dite du Trou de l'Ours (48° 22′ 16″ N, 3° 23′ 38″ O).

## Héraldique
| Blason | Blasonnement : D'argent au lion de sinople couronné d'or, armé et lampassé de gueules. |